# 聖尼古勞塔拉法爾縣
聖尼古勞塔拉法爾縣是西非島國佛得角的22個縣之一，位於向風群島的聖尼古勞島，首府設於聖尼古勞塔拉法爾，面積121.5平方公里，主要經濟活動有漁業和農業，2010年人口4,816。
28°31′N 16°19′W / 28.517°N 16.317°W